# Modalità d'attesa

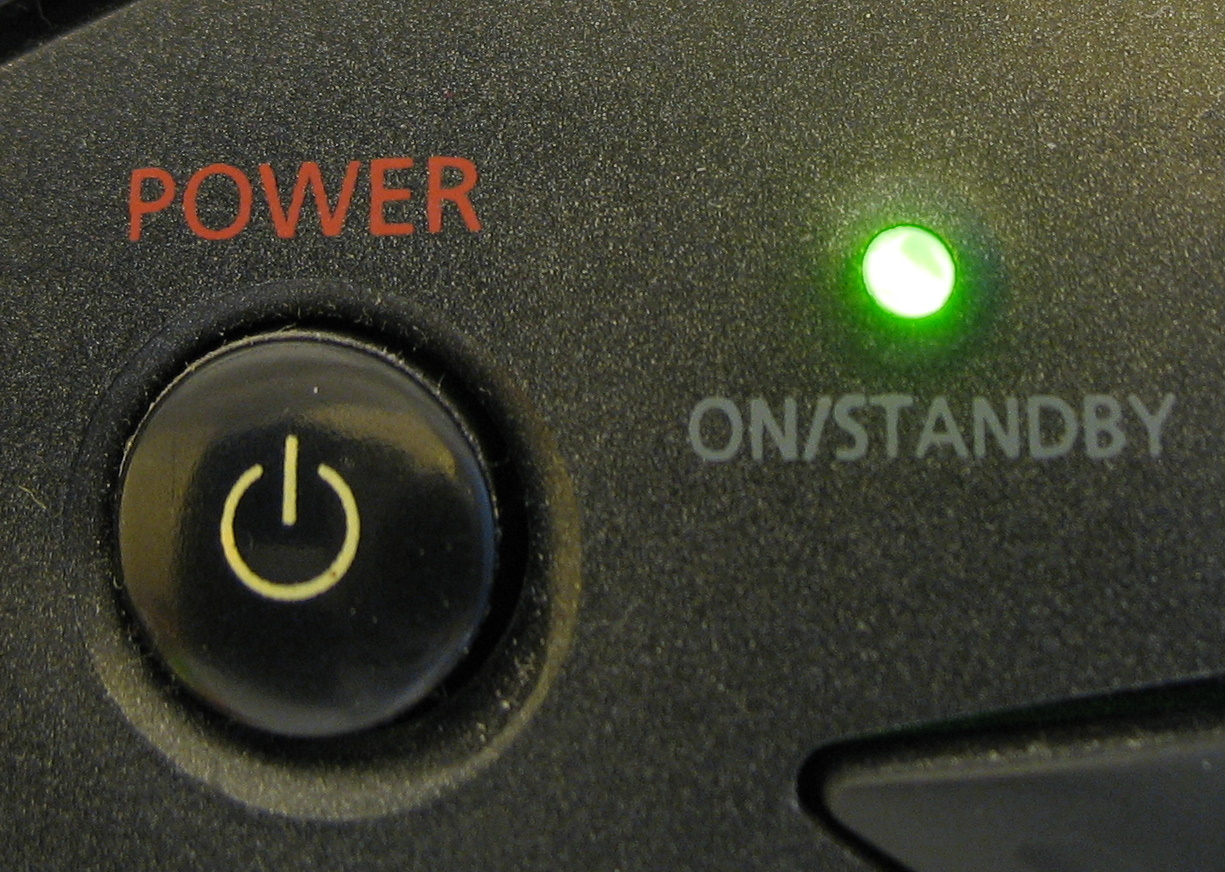
Pulsante con simbolo di stand-by e LED verde che indica lo stato di accensione o di attesa

La modalità di attesa (detta anche stand-by che significa, appunto, in attesa) è quella condizione in cui un dispositivo elettrico o elettronico non è operativo, ma è alimentato elettricamente ed è pronto per la commutazione da stato di inutilizzo temporaneo a modalità operativa.

## Caratteristiche
Questa modalità è caratterizzata dal mantenimento in funzione esclusivamente dei circuiti che permettono l'avvio dell'apparecchio all'atto della ricezione dei comandi che ne implicano l'attivazione e viene generalmente evidenziata tramite l'accensione di un diodo luminoso (LED).
In questa situazione l'apparecchio consuma ugualmente energia. Tale consumo è decisamente minore rispetto a quando è operativo, ma per alcuni dispositivi resta comunque elevato (anche fino al 50% rispetto al dispositivo in utilizzo). Tale assorbimento non è causato dal LED, ma dai vari circuiti che rimangono alimentati. Un televisore di nuova generazione, in media, consuma circa 1 W in modalità standby.

## Alternative
Per evitare l'inconveniente del consumo da parte di questi dispositivi, dopo averli portati in stand-by è possibile spegnerli completamente tramite un interruttore, che generalmente è presente sul dispositivo stesso e che consente di interrompere fisicamente l'alimentazione elettrica, in modo che non si consumi energia quando l'apparecchio non viene utilizzato.
Attualmente si stanno studiando nuovi sistemi d'attesa, che permettono di abbattere notevolmente i consumi.